# Som bonden tar ett fång
Som bonden tar ett fång är en psalm från 1991, med text av författaren Ylva Eggehorn, som tonsatts av organisten Fredrik Sixten. Texten bygger på Psaltaren 145:16.

## Publicerad i
- Psalmer i 90-talet som nummer 880 under rubriken "Förtröstan".[1]
- Verbums psalmbokstillägg 2003 som nummer 770 under rubriken "Att leva av tro: Förtröstan — trygghet".[1]